# Foucherolles
Foucherolles é uma comuna francesa na região administrativa do Centro-Vale do Loire, no departamento de Loiret. Estende-se por uma área de 9.80 km². Em 2010 a comuna tinha 279 habitantes (densidade: 28,5 hab./km²).